# Nemescsó
Nemescsó là một thị trấn thuộc hạt Vas, Hungary. Thị trấn này có diện tích 7,38 km², dân số năm 2010 là 314 người, mật độ 43 người/km².